# Luis Legaz Lacambra
Luis Legaz Lacambra (Saragozza, 17 aprile 1906 – Madrid, 2 maggio 1980) è stato un giurista, filosofo e sociologo spagnolo.
Studiò all'Università di Saragozza e all'Università Centrale di Madrid dove conseguì il dottorato. Successivamente fu professore nelle università di La Laguna, Santiago de Compostela e Madrid, nonché membro a pieno titolo della Reale Accademia di Scienze Morali e Politiche e della Reale Accademia di Giurisprudenza e Legislazione. È stato considerato uno dei più importanti teorici del sindacalismo spagnolo.
Fu rettore dell'Università di Santiago de Compostela tra il 1942 e il 1960, carica che gli garantì anche il ruolo di procuratore nelle Cortes Españolas dal 1943 al 1960, ruolo che tornerà a ricoprire tra il 1964 e il 1967 su nomina di il capo dello stato. Dal 1970 al 1974 è stato direttore dell'Istituto di studi politici. Morì a Madrid il 2 maggio 1980.
Insieme ai colleghi Enrique Luño Peña, Francisco Puy Muñoz e José Corts Grau, fu uno dei giuristi spagnoli sostenitori del giusnaturalismo.